# 趙鳴陽
赵鸣阳（16世紀—17世紀），字伯雍，号新盘，南直隶苏州府吴江县五都（今震泽镇）人，明朝政治人物。

## 生平
万历四十年（1612年）壬子科應天鄉試举人，四十四年丙辰科（1616年）会试第六名进士，会试时为亲戚沈同和代笔，被杖责除去功名。事情传到朝廷，许多人为之惋惜，求皇上开恩，终未得到允准。曾寓居游历齐鲁间（今山东一带），有魏某出高薪聘他，遭到拒绝。崇祯年间，追封翰林院编修。

## 家族
曾祖趙諫。祖父趙時化。父趙允僎。
子赵玉成，崇祯十年丁丑科进士。